# یوی تاتسومی
یوی تاتسومی (انگلیسی: Yui Tatsumi؛ زاده ۸ ژوئن ۱۹۸۴) یک بازیگر پورنوگرافی اهل ژاپن است.